# Groß-Hamburg-Gesetz

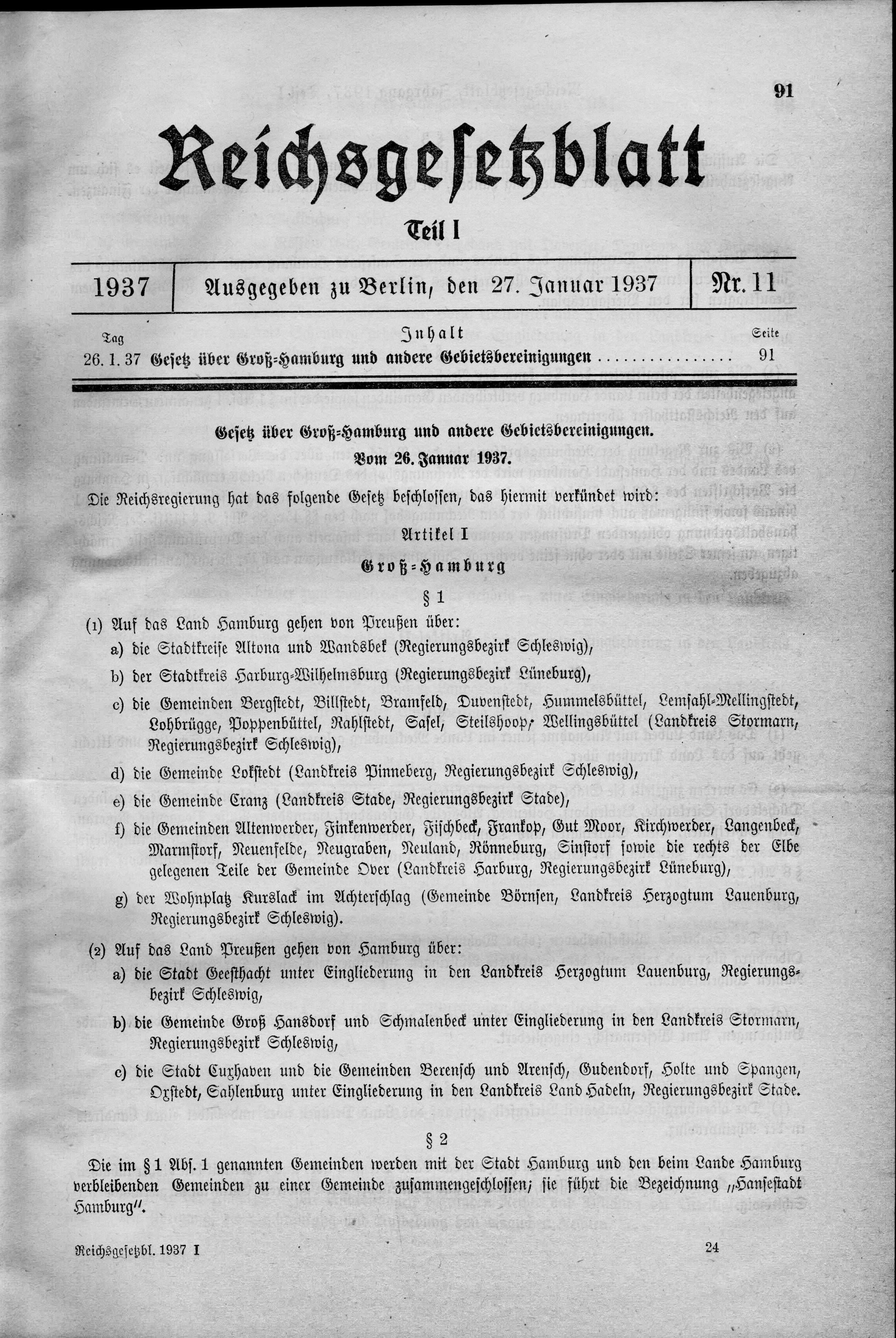
Gesetz über Groß-Hamburg und andere Gebietsbereinigungen vom 26. Januar 1937

Die Karte zeigt die
vorherige Stadt Hamburg
vorherige Stadt Bergedorf (zum Land Hamburg seit 1868)
bisherige, verbliebene Hamburger Landgebiete
hinzugekommene Stadt Altona
hinzugekommene Stadt Wandsbek
hinzugekommene Stadt Harburg-Wilhelmsburg
hinzugekommene Landgemeinden

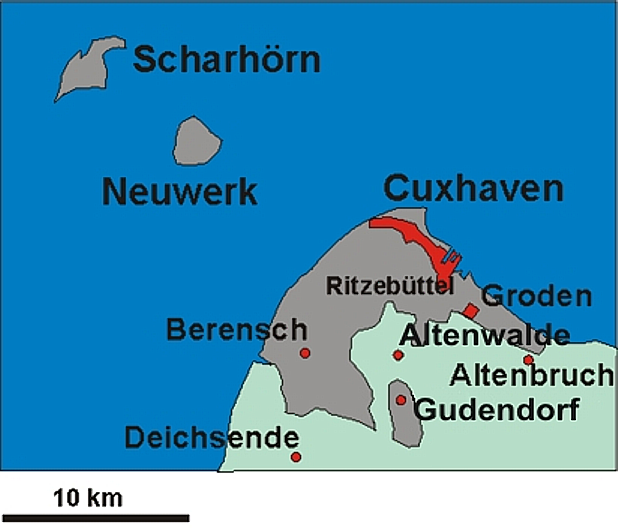
Exklave Ritzebüttel (Cuxhaven) 1394–1937

Das Gesetz über Groß-Hamburg und andere Gebietsbereinigungen (Groß-Hamburg-Gesetz) war ein von der Reichsregierung Hitler am 26. Januar 1937 mit Wirkung vom 1. April 1937 erlassenes Gesetz, durch das das bisherige Staatsgebiet Hamburgs um volkswirtschaftlich wichtige Gebiete aus den benachbarten preußischen Landkreisen und kreisfreien Städten erweitert wurde. Dazu gehörten die Städte Altona und Wandsbek in der Provinz Schleswig-Holstein sowie Harburg-Wilhelmsburg in der Provinz Hannover, die zum 1. April 1938 Teil der Einheitsgemeinde Hamburg wurden und zusammen mit der hamburgischen Stadt Bergedorf ihre Selbstständigkeit verloren. Im Gegenzug trat Hamburg vor allem das Gebiet der ehemaligen Landherrenschaft Ritzebüttel mit seinen Inseln Scharhörn und Neuwerk sowie den Gebieten rund um Cuxhaven und weitere kleinere hamburgische Exklaven an Preußen ab. Insgesamt vergrößerte sich die Fläche Hamburgs dadurch von 415 auf 745 Quadratkilometer, die Einwohnerzahl erhöhte sich von 1,19 auf 1,68 Millionen. Im Folgeschritt wurde mit dem „Gesetz über die Verfassung und Verwaltung der Hansestadt Hamburg“ vom 9. Dezember 1937 (HVVG) die Hamburgische Verfassung außer Kraft gesetzt und im Gau Hamburg die Unabhängigkeit der Hansestadt den Reichsinteressen völlig untergeordnet.

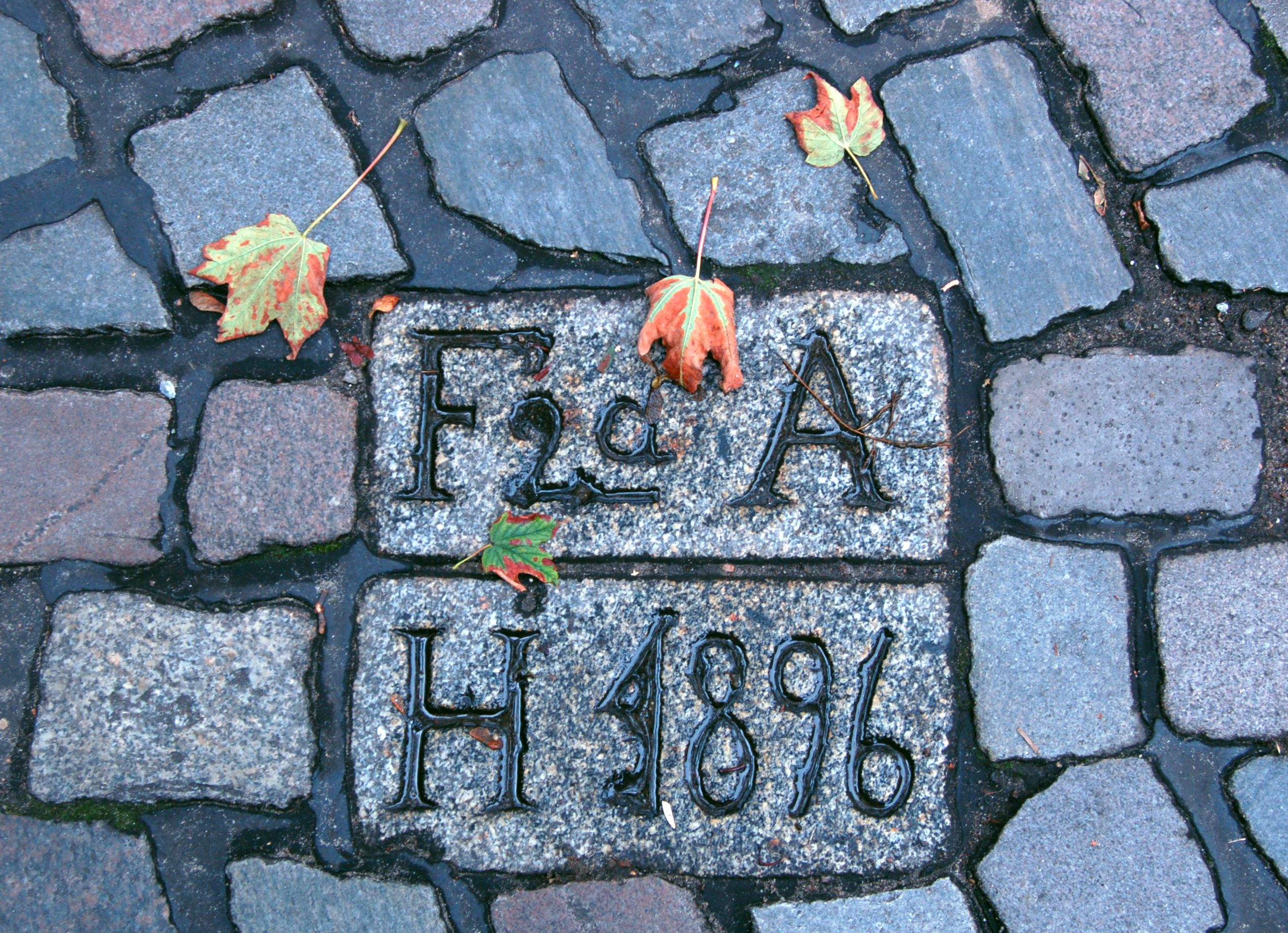
Grenzstein zwischen Altona und Hamburg von 1896, der heute noch in der Brigittenstraße, nun im Stadtteil St. Pauli, gepflastert ist.

Das Gesetz regelte ebenfalls eine Reihe von weiteren Gebietsänderungen vor allem in Norddeutschland. Lübeck verlor seine 711 Jahre alte territoriale Eigenständigkeit und wurde Teil der Provinz Schleswig-Holstein. Eine Reihe von Exklaven im Grenzbereich zwischen Mecklenburg und Preußen wurden beseitigt, darunter der Domhof Ratzeburg. Der Freistaat Oldenburg trat seinen Landesteil Lübeck als Landkreis Eutin an die Provinz Schleswig-Holstein ab. Die preußische Stadt Wilhelmshaven kam zu Oldenburg. Der oldenburgische Landesteil Birkenfeld wurde zum Landkreis Birkenfeld in der Rheinprovinz.
Nach dem Zweiten Weltkrieg gab es Bemühungen, einzelne Regelungen des Gesetzes zu revidieren, die jedoch mehrheitlich nicht umgesetzt wurden. Lediglich im Cuxhaven-Vertrag von 1961 kam es zwischen Hamburg und Niedersachsen zu einem kleineren Flächenrücktausch, seitdem gehören die Inseln Neuwerk und Scharhörn in der Elbmündung wieder zu Hamburg.

## Zustandekommen des Gesetzes
Im Zuge der Industrialisierung bildete sich zu Beginn des 20. Jahrhunderts eine ausgeprägte Konkurrenz zwischen der Hansestadt Hamburg und den angrenzenden preußischen Städten Altona, Wandsbek und Harburg heraus. Erste Gespräche zwischen Hamburg und Preußen gab es bereits seit 1922, nachdem der Hamburger Senat in den Jahren 1915 und 1921 „Denkschriften über die Erweiterung des Hamburgischen Gebiets“ an die Reichsregierung in Berlin gerichtet hatte und auch die Oberbürgermeister von Altona (Schnackenburg) und Wandsbek (Rodig) sich mehrfach für einen Anschluss an Hamburg aussprachen. Nach dem Scheitern der Verhandlungen betrieb Preußen am 1. Juli 1927 die Stärkung von Altona und Wandsbek durch Eingemeindungen. Zugleich fusionierten Harburg und Wilhelmsburg zur Großstadt Harburg-Wilhelmsburg, und es entstanden die Großgemeinden Lokstedt, Rahlstedt und Billstedt.
Der Preußisch-Hamburgische Hafenvertrag vom 22. Dezember 1928 erleichterte die Frachtabwicklung in den Häfen Altona, Hamburg und Harburg-Wilhelmsburg deutlich.
Nach der Machtübernahme der Nationalsozialisten 1933 wurde Carl Wilhelm Petersen am 5. März zum Rücktritt gezwungen. Die regionale Zusammenfassung von Wirtschaftszentren im NS-Staat wurde sogleich in einem Vierjahresplan verwirklicht, allerdings auf Kosten der Autonomie der beteiligten Städte.
Auf Grundlage des zweiten Gleichschaltungsgesetzes vom 7. April 1933 wurden Hermann Göring am 10. April 1933 zum Ministerpräsidenten von Preußen und Karl Kaufmann am 16. Mai 1933 zum Reichsstatthalter von Hamburg ernannt. Den Hamburgischen Senat repräsentierte ab 18. Mai 1933 Carl Vincent Krogmann als Regierender Bürgermeister unter der Aufsicht des Reichsstatthalters.
Auf Grundlage des zweiten Reichsstatthaltergesetzes vom 30. Januar 1935 war der Senat funktionslos geworden, und am 29. Juli 1936 übertrug Adolf Hitler die alleinige Führung der nun bürgermeisterlosen hamburgischen Landesregierung dem Reichsstatthalter Karl Kaufmann. Dieser wiederum degradierte Krogmann am 30. Juli 1936 zum Leiter der Gemeindeverwaltung.
Bereits im November 1936 kam es zu einem Treffen zwischen Göring, Kaufmann und Krogmann wegen verwaltungsrechtlicher Grenzprobleme zwischen Preußen und Hamburg.
Hermann Göring, der gleichzeitig Beauftragter für den Vierjahresplan war, erteilte Kaufmann gewisse Weisungsbefugnisse gegenüber seinen preußischen Dienststellen, um an Hamburg angrenzende preußische Gebiete für ein künftiges Groß-Hamburg zu beanspruchen.
Am 26. Januar 1937 wurde das Groß-Hamburg-Gesetz erlassen. Durch dieses Gesetz wurde Hamburg mit Wirkung zum 1. April 1937 um die bis dahin preußischen Städte Altona, Harburg-Wilhelmsburg und Wandsbek sowie 27 Gemeinden und zwei Gemeindeteile aus den Landkreisen Stormarn, Pinneberg, Herzogtum Lauenburg, Harburg und Stade erweitert.
Nach einer zwölfmonatigen Übergangsphase, während der die einzelnen Städte und Gemeinden fortbestanden, wurde zum 1. April 1938 durch das in Artikel 1 des Groß-Hamburg-Gesetzes bereits angekündigte Reichsgesetz über die Verfassung und Verwaltung der Hansestadt Hamburg aus dem gesamten Land Hamburg die Einheitsgemeinde Hansestadt Hamburg gebildet. Gleichzeitig setzte dieses Gesetz die Hamburgische Verfassung außer Kraft. Beide Gesetze wurden von Hermann Göring als preußischem Ministerpräsidenten mitunterzeichnet.
Zur Umsetzung des Groß-Hamburg-Gesetzes wurden im Zeitraum vom 15. Februar 1937 bis 24. Mai 1939 acht Durchführungsverordnungen erlassen.
In der vierten sicherte sich Hamburg in Cuxhaven weitreichende Rechte an den Hafenanlagen (Amerikahafen, Steubenhöft) und weiteren Flächen in Ufernähe zur möglichen Errichtung eines Hamburger Vorhafens in der Elbmündung.

## Gebietsänderungen in Hamburg zum 1. April 1937

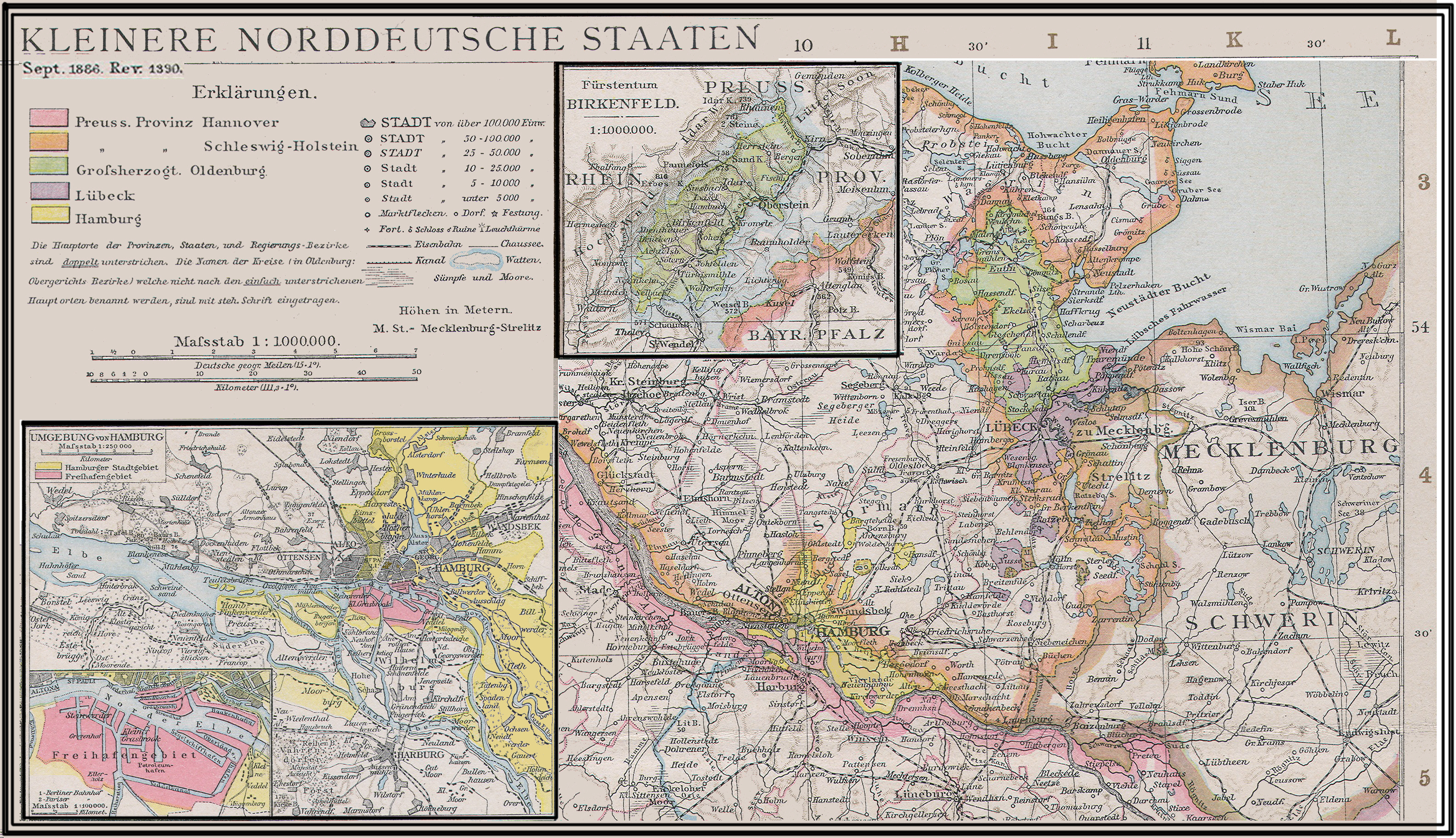
Politische Grenzen in Norddeutschland zu Beginn des 20. Jahrhunderts

### Gebietsgewinne Hamburgs
Zum Land Hamburg traten im Einzelnen
- aus der preußischen Provinz Schleswig-Holstein
  - der Stadtkreis Altona (mit 248.589 Einwohnern – 1937)
  - der Stadtkreis Wandsbek
  - aus dem Landkreis Stormarn die Gemeinden Bergstedt, Billstedt, Bramfeld, Duvenstedt, Hummelsbüttel, Lemsahl-Mellingstedt, Lohbrügge, Poppenbüttel, Rahlstedt, Sasel, Steilshoop und Wellingsbüttel
  - aus dem  Landkreis Pinneberg die Gemeinde Lokstedt mit Niendorf und Schnelsen
  - aus dem Landkreis Herzogtum Lauenburg der Wohnplatz Kurslack im Achterschlag der Gemeinde Börnsen
- aus dem Regierungsbezirk Lüneburg der preußischen Provinz Hannover
  - der Stadtkreis Harburg-Wilhelmsburg mit 112.293 Einwohnern (1937)
  - aus dem Landkreis Harburg die Gemeinden Altenwerder, Finkenwerder[16], Fischbeck, Frankop, Gut Moor, Kirchwerder[17], Langenbeck, Marmstorf, Neuenfelde, Neugraben, Neuland, Rönneburg, Sinstorf sowie die Ortschaft Overhaken der Gemeinde Over
- aus dem Regierungsbezirk Stade der preußischen Provinz Hannover
  - aus dem Landkreis Stade die Gemeinde Cranz

Alle genannten Städte und Gemeinden wurden mit der Stadt Hamburg und den beim Land Hamburg verbleibenden Gemeinden zum 1. April 1938 zu einer Einheitsgemeinde zusammengeschlossen, die die Bezeichnung Hansestadt Hamburg führte.

### Gebietsabtretungen Hamburgs
Im Tausch dafür gingen die hamburgischen Exklaven an Preußen, und zwar
- an die preußische Provinz Schleswig-Holstein
  - an den Landkreis Herzogtum Lauenburg die Stadt Geesthacht
  - an den Landkreis Stormarn die Gemeinde Großhansdorf-Schmalenbeck
- an den Landkreis Land Hadeln im Regierungsbezirk Stade der preußischen Provinz Hannover
  - die Stadt Cuxhaven mit Neuwerk und Scharhörn sowie den Gemeinden Berensch und Arensch, Gudendorf, Holte-Spangen, Oxstedt und Sahlenburg, mit Ausnahme des Amerikahafens.

Mit dieser Ausnahme in der vierten Durchführungsverordnung zum Groß-Hamburg-Gesetz vom 22. März 1937 sicherte sich Hamburg den Amerikahafen im Cuxhavener Stadtgebiet als Exklave.

## Weitere Gebietsänderungen

### Schleswig-Holstein und Oldenburg
Mit dem Groß-Hamburg-Gesetz fiel der oldenburgische Landesteil Lübeck (das frühere „Fürstentum Lübeck“) an Preußen und wurde als Kreis Eutin Teil von dessen Provinz Schleswig-Holstein.
Die preußische Stadt Wilhelmshaven ging an Oldenburg über und wurde mit der schon zuvor oldenburgischen Stadt Rüstringen unter dem gemeinsamen Namen Wilhelmshaven vereinigt.
Die weitab im Süden gelegene oldenburgische Exklave Landesteil Birkenfeld (an der Nahe) ging auf Preußen über, das ihn unter dem Namen Landkreis Birkenfeld der Rheinprovinz angliederte und mit dem Restkreis Sankt Wendel-Baumholder vereinigte. Nach dem Zweiten Weltkrieg wurden durch Anordnung Nr. 8 der französischen Militärregierung vom 18. Juli 1946 18 Gemeinden im südlichen Landkreis Birkenfeld dem Saarland angegliedert. Im Übrigen fiel der Landkreis an das zum 30. August 1946 neu gebildete Land Rheinland-Pfalz.
Die mecklenburg-strelitzschen Exklaven in Schleswig-Holstein wie der Domhof Ratzeburg und einige weitere Gemeinden wurden in den Kreis Herzogtum Lauenburg eingegliedert. Die bis dahin selbständigen Gemeinden Schulendorf, Bartelsdorf und Franzhagen wurden zu einer politischen Gemeinde Schulendorf im Kreis Herzogtum Lauenburg zusammengefasst.
Die bisherige Freie und Hansestadt Lübeck wurde als Stadtkreis Lübeck Teil der preußischen Provinz Schleswig-Holstein. Die Lübecker Exklaven in Schleswig-Holstein wurden Bestandteil der Kreise Eutin und Herzogtum Lauenburg.

### Mecklenburg
Mecklenburg erhielt die Lübecker Exklaven dort im Tausch gegen seine Exklaven im Kreis Herzogtum Lauenburg in Schleswig-Holstein.
Ebenfalls wurden mehrere Gebietsveränderungen im Süden und Osten Mecklenburgs im Groß-Hamburg-Gesetz geregelt. Mecklenburg trat seine Exklaven Schönberg, Rossow und Netzeband an Preußen ab. Im Gegenzug erhielt es eine zu Preußen gehörende Enklave um Duckow, Zettemin und Rottmannshagen. Auch die beiden kleinen Orte Großmenow und Quaßliner Mühle kamen zu Mecklenburg. Vor allem im Raum Templin wechselten einige Seen die Landeszugehörigkeit.

## Verwaltungsgliederung innerhalb des Landes Hamburg

Hamburgs innere Gliederung ab 1938/39

Seit 1937 erfuhr die innere Gliederung Hamburgs zahlreiche Veränderungen:
1. vom 1. April 1937 bis zum 31. März 1938: die fünf selbstständigen Städte Hamburg, Altona, Harburg-Wilhelmsburg, Wandsbek und Bergedorf, daneben das alte Hamburger Landgebiet sowie der neue Landkreis Hamburg, der aus den 27 ehemaligen preußischen Gemeinden gebildet wurde[8][19]
2. vom 1. April 1938 bis zum 31. März 1939: Gliederung in einen Stadt- und einen Landbezirk
3. vom 1. April 1939 bis zum 14. November 1943: Aufteilung in zehn Verwaltungskreise, von denen fünf ausschließlich zum Stadtbezirk, die fünf anderen teils zum Stadt-, teils auch zum Landbezirk Hamburg gehörten. Diese waren unterteilt in insgesamt 110 Bezirke mit 178 Ortsteilen.[20] Mitte 1943 war die gesamte kommunale Infrastruktur kriegsbedingt kollabiert
4. vom 15. November 1943 bis zum 10. Mai 1951: Aufteilung in sechs Kreise, die in insgesamt 23 Ortsämter gegliedert waren.
5. vom 11. Mai 1951 bis zum 31. Januar 2007: sieben Bezirke mit sieben Kerngebieten und 15 Ortsamtsgebieten

Zudem kam es in diesem Rahmen zu einer Veränderung von Stadtteilgrenzen, die im Wesentlichen an die Grenzen zwischen den NSDAP-Distrikten angeglichen wurden, z. B. der Gebietstausch zwischen Altona-Altstadt (mit dem Verlust der östlichen Gebiete bis zur Großen Freiheit und am Schulterblatt) und Sankt Pauli (mit dem Verlust der Gebiete um Pinnasberg und der St.-Pauli-Kirche).

## Auswirkungen
Bis 1937 betrieb Hamburg den Fischereihafen Cuxhaven und hatte denjenigen des preußischen Altona direkt vor der Tür. Dies kehrte sich um, indem es den Altonaer Fischereihafen übernahm und Preußen den Cuxhavener, der allerdings durch die verbliebenen Hamburger Hafenflächen in Cuxhaven begrenzt wurde. Die Fischerei erlebte nach dem Krieg einen erheblichen Boom. Niedersachsen initiierte daraufhin ab 1948 Gespräche zur Erweiterung des Fischereihafens auf abzutretenden Hamburger Flächen. Zu konkreten Verhandlungen kam es allerdings erst 1955, da es ein komplexes Feld an Entwicklungen und Interessen gab: Die erhebliche Steigerung der Fischerei und des Linienverkehrs nach Amerika, vorhandenes Erbbaurecht des Bundes und Hamburgs Vorhafenpläne. Letztere waren auch der Hintergrund für die vierte Durchführungsverordnung. In dieser Zeit kam es durchaus zu erheblichen Spannungen zwischen Cuxhaven und Hamburg. Mit dem immer weiter steigenden Tiefgang der Supertanker stieg auch Hamburgs Interesse an einem Vorhafen, für den die Cuxhavener Flächen aber immer weniger geeignet schienen. 1960 konkretisierten sich die Vorhafenideen auf das etwa 5000 ha große Wattgebiet Scharhörn/Neuwerk. In der Folge schlossen Hamburg und Niedersachsen dann 1961 einen Staatsvertrag (Cuxhaven-Vertrag) zum Tausch von Hafenrechten und dem Scharhörn-Neuwerker Watt.

## Revisionsbemühungen
Nach 1945 gab es ernsthafte Versuche, die Folgen des Gesetzes zumindest teilweise zu revidieren und den ehemals selbstständigen Städten eine größere Autonomie zu sichern. Insbesondere in Harburg und Altona wurden solche Forderungen laut und waren dort überaus populär, außerdem deckten sie sich mit den Zielen der britischen Besatzungsmacht nach einer stärkeren Dezentralisierung. Für Harburg wurde im Sommer 1946 ein Ausschuss aus örtlichen und Hamburger Partei- und Gewerkschaftsvertretern eingesetzt, um diesbezügliche inhaltliche Fragen einer Klärung näherzubringen.
Nach der ersten Bürgerschaftswahl am 13. Oktober 1946 trat diese Frage für den Senat aber mehr und mehr in den Hintergrund, in erster Linie unter der Ansage, dass für den Wiederaufbau und die Verbesserung der Lebensverhältnisse in der zerbombten Stadt eine Konzentration aller Kräfte Vorrang genießen müsse.
In diesem Zusammenhang sei auf die ambivalente Haltung der ehemaligen Bürgermeister Walter Dudek aus Harburg bzw. Max Brauer aus Altona hingewiesen, die in ihrer neuen Rolle im Hamburger Senat in dieser Frage eine Stellung bezogen, die ihrer vorherigen entgegengesetzt war. Altonas späterer Bezirksleiter August Kirch hingegen setzte sich noch 1950 dafür ein, wenigstens den historischen Grenzverlauf zwischen Altona und Hamburg wiederherzustellen.
Angesichts der minimalen bezirklichen Eigenständigkeit aufgrund des Verfassungskonstrukts der Einheitsgemeinde Hamburg stoßen Wünsche nach weitergehender Autonomie vor allem in Harburg und Altona bis in die Gegenwart lokal auf nennenswerte Zustimmung. So gibt es heute beispielsweise noch die Wählergemeinschaft Harburg und die Initiative Altonaer Freiheit, die sich für eine größere Autonomie der Stadtteile einsetzten.
Der Versuch der Wiederherstellung der Eigenstaatlichkeit Lübecks scheiterte 1956 vor dem Bundesverfassungsgericht mit dem Lübeck-Urteil.